# Beng Hu
Beng Hu är en sjö i Kina. Den ligger i provinsen Jiangxi, i den sydöstra delen av landet, omkring 60 kilometer norr om provinshuvudstaden Nanchang. Beng Hu ligger 13 meter över havet. Trakten runt Beng Hu består huvudsakligen av våtmarker.
Genomsnittlig årsnederbörd är 2 141 millimeter. Den regnigaste månaden är maj, med i genomsnitt 334 mm nederbörd, och den torraste är januari, med 59 mm nederbörd.